# La Bâtie-Montgascon
La Bâtie-Montgascon – miejscowość i gmina we Francji, w regionie Owernia-Rodan-Alpy, w departamencie Isère.
Według danych na rok 2010 gminę zamieszkiwało 1719 osób, a gęstość zaludnienia wynosiła 204 osób/km² (wśród 2880 gmin regionu Rodan-Alpy La Bâtie-Montgascon plasuje się na 637. miejscu pod względem liczby ludności, natomiast pod względem powierzchni na miejscu 1246.).